# فيومي آبي
فيومي آبي (باليابانية: 阿部芙蓉美؛ بالكانا: あべ ふゆみ) هي مغنية مؤلفة وممثلة يابانية، ولدت في 20 فبراير 1983 في هوكايدو في اليابان.

## وصلات خارجية
- الموقع الرسمي
- فيومي آبي على موقع ميوزك برينز (الإنجليزية)